# 아랍 음악
아랍 음악은 아랍어를 주로 쓰는 아랍 지역의 전통음악을 말한다. 넓게 보면 이슬람 음악과 같은 뜻으로 생각할 수 있으며, 좁게 보면 터키·페르시아 등의 음악과 구별하여 아라비아 반도(사우디아라비아)의 음악을 뜻한다. 사우디아라비아와 그 이웃인 이라크·시리아·요르단·레바논·이스라엘 등 각국의 아랍인 음악도 포함한다. 이슬람 교도의 음악적 영향은 중세 유럽·근세 이후의 인도·동남아시아·에티오피아·수단 등에까지 미쳤으며, 기독교 및 불교의 문명 속에서 자란 음악과 함께 세계의 3대 음악권의 하나라고도 할 수 있다.

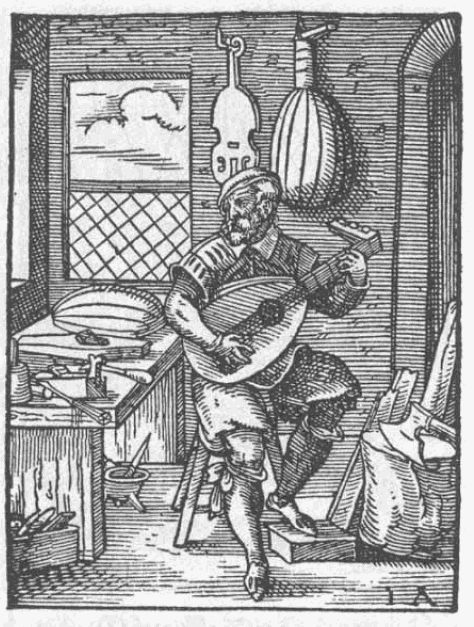
류트는 아랍 지역에서 전파되었다. 1568년도에 만들어진 그림.

## 역사

### 이슬람 이전
마호메트의 이슬람교국(敎國) 창립(622)까지의 자연숭배나 우상숭배를 했던 무명시대(無明時代)에도 아랍 음악은 물론 있었다. 유목생활 가운데서 원시적인 노동의 노래나 제전음악(祭典音樂)이 발생했으나, 일찍부터 선진 문명지인 예멘, 악숨, 메소포타미아, 페르시아, 나바트, 이집트, 로마 등의 직간접적 영향을 받았다. 이어 헤자스 지방(홍해와 마주한 반도 북서부)을 중심으로 상업이 번성하여 대상(隊商)의 활동이 융성해짐에 따라 노래(후다)가 발생했다. 2, 3세기에 왕국이 남북에 건립, 궁정에서 직업 음악가나 무희(舞姬)가 활동하고, 또한 악기 하나로 각지를 돌아다니는 음유시인(吟遊詩人)이 중요한 구실을 하기 시작하였다. 따라서 후세의 아랍 음악인은 이 시대에 나타나기 시작했다고 볼 수 있다.  아랍인이 메소포타미아나 시리아까지 번짐과 동시에 성지(聖地)를 쫓겨난 유태인이 반도의 서해안에 남하하여 헤브라이 음악이 들어오게 되었다. 또한 사산조(朝) 페르시아(3-7세기)의 음악도 크게 채택되었다. 나슈브(戀歌), 라사(哀歌), 카시그(讚歌) 등의 시(詩)가 생겨났으며, 시인이 작시·작곡을 겸하였다.

### 이슬람 시대
622년의 무함마드의 헤지라(메디나 聖遷) 이후의 이슬람 시대는 사라센 제국 시대와 그 이후로 크게 나눌 수 있으며, 음악사적으로 다시 세분하면 정통 칼리프 시대(622-661), 옴미아드조 시대(661-750)의 융성기, 아바스조 시대(750-1258)의 거의 전반기에 해당하는 전성기와 그 후반기부터 현대에 이르는 정체기로 크게 나눌 수 있다.

#### 융성기
이슬람교에서는 음악을 금제(禁制)의 하나로 삼기 때문에 종교음악은 끝내 생겨나지 못했다. 그러나 세속음악은 궁정·귀족·부호 등의 보호 아래 교의상의 반대에도 불구하고 여전히 성행하였다. 무함마드의 한 아내는 가희(歌姬) 출신이었으며, 아랍의 대표적 악기가 된 우드('ud)의 보급이 시작된 것도 이 무렵이었다. 우마위야 조에 와서는 이슬람 제국이 건설되자 수도를 메디나에서 시리아의 다마스쿠스로 옮겨 페르시아나 비잔틴과 교섭이 많아졌다. 그리하여 헬레니즘 문화를 연구하고 재해석하여, 그리스의 과학이나 예술이 시리아어(語)나 아랍어로 번역되어 과학적인 음악이론을 발전시켰다. 이것은 다른 동양음악에서는 볼 수 없는 아랍 음악의 특징이 되었으며, 궁정의 할렘이 융성해지고 가희나 음악가의 사회적 지위가 향상, 일종의 계급을 형성하여 귀족 및 부호와 유대를 맺었다. 일찍부터 음악이론서도 저술되고 그리스어에 따라 음악을 무시키(Musigi)라고 부르기 시작하였다.

#### 전성기
다음의 압바스조 500년 동안의 음악의 전성기는 처음 100년간이라고 하겠으며, 한편 에스파냐의 코르도바에서 750년 동안 융성했던 안달루스의 우마위야 조에서는 초기 250년 동안이 이슬람 음악의 전성기였다. 압바스조는 바그다드로 수도를 옮겨 공전의 대도시를 만들었으며, 당시의 당나라 수도 장안(長安)이나 비잔틴의 수도 콘스탄티노플 및 에스파냐의 코르도바와 함께 세계의 4대 문화 중심지가 되었다. 과학과 예술이 궁정 귀족의 보호를 받게 되었으며 특히 <아라비안나이트>로 널리 알려져 있는 제5대왕 하룬 알-라쉬드(재위 786-809)의 호화로운 궁정생활 속에는 음악과 무용이 중요한 구실을 다하였다. 이 황금기에 음악학교가 설립되어 많은 이론가와 음악가가 배출되었다. <아라비안 나이트>에 나오는 잘잘(Zal Zal)은 새로운 아랍 음계를 발견, 그것이 오늘날 아랍 음악의 최대 특징이 되기도 했다.   또한 이스하크 알 마우실리는 <노래의 서(書), (Kitabal Aghani)>를 저술하였으며, 알 킨디(al－Kindi, 873년경. 류트의 4현과 리듬적 선법에 대해 우주론적 입장에서 설명)는 <음악의 서>를 저술하였다. 후자는 현존하는 최고(最古)의 아랍 음악서의 하나가 되었으며 또한 시르야브는 코르도바로 옮겨 코르도바 학파의 다수 명인(名人)이나 학자를 육성하였다.

#### 정체기
10세기 이후의 동쪽 바그다드의 칼리프, 11세기 이후의 서쪽 파티마 조의 칼리프는 이슬람 음악의 정체기를 맞았으나 이 동안에도 이론가를 배출하여, 특히 음계이론의 연구로는 뛰어난 것이 많았다. 10세기경에 나타난 라바브(rabab)가 보급된 것도 이 시대이며 풍압(風壓) 오르간과 수압(水壓) 오르간이 아랍에서 발달, 유럽에 보급되어 오르간의 역사에 큰 구실을 한 것도 이 시대였다. 1258년 몽골의 바그다드 파괴와 11-13세기 셀주크 투르크의 지배, 계속되는 오스만 투르크 및 티무르의 통치를 받아 서아시아의 이슬람권이 분열하기 시작하자 터키나 페르시아는 독자적인 색채를 띠기 시작하여 아랍 본토의 음악과는 이미 그 본질이 다른 국민음악을 형성하기 시작하였다.  한편 서아프리카 북쪽 해안 등도 이슬람 음악권으로 들어갔으며 또한 북방의 카프카스 지역과 멀리 동남부의 인도 북부나 동인도 제도에도 이슬람교도의 손으로 이슬람 음악이 보급되기 시작하였던 것이다.

## 키타브 알 아가니
키타브 알 아가니(Kitab al－Aghani)라는, 노래의 서로 번역되는 이 책은 10세기에 이스하크 알 마우실리가 저술. 이 책에는 시인과 가수들에 관한 전기(傳記)가 실려 있으며 궁정에서 연주되는 음악에 관한 기록도 있다. 또한 의식적인 기교의 성장과 확실한 여러 가지 형식적 규약과 함께 궁정음악은 대중음악과 유리된 상태에서 시작되어야만 한다고 지적했다. 아랍족의 문화사로서 단정적으로 평가할 수 없을 정도의 중요성을 지닌다.

## 악리 연구
아랍인의 악리 연구가 결실을 맺은 것은 코르도바였으며, 그리스적·아랍적인 이론이 여기서 완성을 보아 중세 유럽인은 코르도바로부터 배우는 바가 많았으며 중세 음악에의 영향, 특히 세속음악에의 자극이 컸다. 이론가의 제1인자인 알리 알 이스파하니(Ali al-Isfahani)를 비롯하여 음악 이론가, 철학자 및 과학자로 유명한 알 파라비(Al-Farabi)의 저서인 음악의 대서(大書) (Kitab al-Musiqi al-Kabir)>가 현존하여, 최근에 프랑스인 엘랑제르에 의해 프랑스어로 번역 출판되기도 했다.   또한 동양의 다른 여러 나라와 현저하게 다른 점은 과학적인 음악 이론이 그리스로부터 들어와 발전했다는 점이다. 음악이론은 예술로서라기보다 과학적인 음악이론으로서 발달한 점이 중국과 흡사하며 아랍의 우드('ud), 중국의 율관(律管)은 그리스의 모노코드(monochord)와 똑같은 기능을 발휘하였다. 근세 인도의 음악이론, 특히 음계론 및 리듬론의 발달도 이슬람의 영향에 의하는 점이 많았다. 우드를 비롯한 현악기에 음의 수리론(數理論)을 반영하여 척도(尺度)가 새겨져 있다는 점도 진귀하다. 음률은 옛날에는 9율(九律)이었다고 전해지나 그 기원에 대해서는 알 수 없다. 9율은 4도 음정을 차례로 겹쳐 얻은 음정을 1옥타브 안에 배열시킨 것이다.

## 선법
아랍 특유의 전통에 비잔틴과 페르시아의 요소가 가미되는 가운데, 특히 우마위야 시기(Ummayad, 661-750)에서는 8개의 온음계적 선법 조직의 발생을 볼 수 있다. 음정구조 면에서 이 8개의 온음계적 선법은 유럽의 교회 선법과 유사하다. 비록 그 유사성이 선율적인 데까지 뻗쳤는지는 모르지만, 이러한 조직은 이샤끄 알 마우실리(Ishaq al-Mawsili, 850년 사망), 가수들·작곡가 및 류트의 명인 등에서 그 선법 조직에 관한 훌륭한 점을 찾아볼 수 있는데, 이 류트 명인들은 라이벌 학파가 제창한 새 양식(주로 페르시아에서 발생한 것들)에 대해서 그 조직을 유지해 왔다. 이스하크 알 마우실리의 제자인 지르야브(Ziryab)도 에스파냐에서 같은 명성을 얻었는데 그는 우드('ud, lute)에 다섯 번째의 현(絃)을 가함으로써 인정을 받게 되었다. 그 당시엔 고전적인 악기가 퍽 인기였다. 특히 이스하크 알 마우실리와 그의 문하생들의 노력에도 불구하고 9세기와 10세기 동안에 발생한 양식으로 생각되는 여러 가지 새로운 양식들 중에서 오늘날까지 도입되어 남아 있는 기초 이론인 순전히 3/4 음정의 온음계적(온음과 반음) 선법조직은 큰 영향력을 미쳤다. 이로 인해서 오랜 음조직이 없어지게 되고 다수의 새로운 선법이 만들어지게 되었다.  13세기에 이르러서는 적어도 30종의 선법이 만들어졌는데, 그 대부분이 3/4 음정을 포함하고 있다. 그것이 중동의 예술음악에 특징적인 면을 남겼다. 또한 13세기-16세기에 걸친 저명한 음악이론가들, 특히 사피 앗 딘 알 우르마위(Safi al－Din al－Urmawi), 꾸트브 앗 딘 쉬라지(Qutb al－Din Shirazi), 압드 알 까디르('Abd al－Qadir), 알 라지끼(al－Ladhiqi) 등은 옥타브 스케일로서 이 선법을 정의하려고 했다.  그러나 당시에 사용되었던 음표 및 음악을 분석하는 방법을 통해 보면, 분명히 당시의 선법이란 것이 보통 4도, 때로는 3도(중간 3도 혹은 장 3도) 혹은 5도를 잇는 작은 단위가 한정된 수의 결합으로 이루어졌다고 보는 것이 타당하다. 그 선법(Shadd, awaz, 후에 마캄이라 부르게 됨)은 음정이 단순하게 연속해서 변형되는 것이 아니라, 대체로 자주 나타나는 어떤 일정한 선율형을 지님으로써, 두 개 혹은 뚜렷한 형으로 그 특징이 있는 몇 개의 단위가 일정한 법칙에 따라 융합되는 것이 보통이다.  또한 전체적으로 첫음과 마침음의 위치가 선법으로 말미암아 정해진다. 즉 마침음이 되는 으뜸음(아래옥타브음)을 가지고 윗단위 선율적 가능성을 탐색하기도 하고 아랫단위의 선율적 가능성을 탐색하기도 하는데 흔히 쓰이는 선율형은 위 옥타브의 음으로 시작되게끔 구성되었다. 탐색 과정에(특히 연주자의 기교를 테스트하도록 짜여진 경과구에서) 더 많은 단위를 간결하게 도입할 수도 있는데 조바꿈이 매우 오묘한 효과를 준다.

## 마캄
마캄(maqam)은 아랍·터키·페르시아의 음악 용어이다. 본래는 아랍어로 7-8세기경에 아랍에 들어온 여러 나라의 선법을 일컫는 명칭에 불과했으나 아랍 음악 이론의 발달에 따라 그것을 음계의 체계로 집약, 정리하려고 하였다.  그리하여 순전히 음계의 뜻으로, 또는 마침음의 위치에 의한 선법의 뜻으로도 해석되었는가 하면, 전통적인 선율형을 가리키는 의미로도 해석되어 현재 아랍 국가들 내부에서도 지역마다 다른 마캄의 집약체계를 가지고 있다.

## 리듬
리듬을 정의하는 데 있어서 대부분의 아랍 음악인들은 관습에 의한 불가분의 기본적인 시간 단위를 설정한다. 거기에서 이론상의 선율 주기를 도출하는데, 각 주기는 시간 단위의 정해진 수로 이루어지며 그 주기 안에서 센박, 여린박, 그리고 쉼을 잘 배치해 놓음으로써 식별할 수 있다. 따라서 다음과 같은 주기는 길이가 같더라도 극히 명확하다.알 타킬 알 아우알알 타킬 알 타  니연주에서는 몇 개의 쉼표가 들어갈 수 있지만 기본적인 패턴은 그대로 유지되어야 한다. 선율 기법의 발전과 더불어 리듬형의 수도 9세기의 8개에서 16세기에는 20개 이상으로 증가했다. 후자의 20여개 중에는 페르시아인과 터키인에 의하여 만들어진 것도 몇 개 포함되어 있으며, 한편 수피(Sufi) 교파의 의식 가운데 포함되었던 아크사크(aksak) 댄스 리듬도 채택된 것이 몇 개 있다. 양식상의 의미를 갖는 '무거운' 리듬과 '가벼운' 리듬의 차이점이 옛날에는 퍽 강했다. 몇 개의 리듬 주기는 굉장히 큰 시간 단위의 수를 포함하는 관계로(작으면 24, 크면 200까지) 많이 쓰이지 못했다. 일반적으로 하나의 리듬 주기는 한 악곡에만 쓰여진다. 한때 압드 알 까디르('Abd al－Qadir, ~1435)는 수개의 리듬이 도입되거나 두 개의 리듬이 그 안에서 동시에 사용되는 형식을 시도한 바 있다.

## 형식
9세기 또는 이미 이슬람 이전에 있었던 것으로 몇몇 장르로 나뉘는 수많은 형식이 인정됐다. 그러나 애석하게도 당시 사용되던 몇 개의 기법적인 용어들에 대한 의미는 확실히 알지 못하고 있다. 그 중 몇 개는 시구(보통 운율)와 노래 사이에 구조적인 상호 관련성이 있었던 것을 암시하지만 시적 운율과 같은 이름을 지닌 리듬 주기 사이에는 확실하게 어떤 관련성이 있는 것으로는 보이지 않는다. 그보다 뒤늦게 아브드 알 카아디르는 형식에 대한 유익한 설명을 하였다. 한 형식과 그 외 형식들을 구별하여 언급했는데 그 외 형식들이란 다음과 같은 것이다.  악곡에 가사가 있거나 없거나, 가사가 있다면 그 독창부가 아랍어이건 페르시아어이건, 또는 그 악곡에 악기의 전주(前奏)의 여부, 형식 자체가 무소절(無小節)인지 혹은 하나(혹은 그 이상)의 리듬 주기를 갖는지, 후렴이 있는지 없는지 등이다.  그가 지적한 형식들 중 가장 중요한 형식은 바시트(basit)와 나쉬드 알 아랍(Nashid al－'arab)이다.

## 바시트
바시트(basit)는 압드 알 까디르의 형식이론 중에서 가장 중요한 것으로, 이것은 주어진 세 개의 리듬 중에서 그 중 하나에 아랍어로 된 독창부가 있으며 악기의 전주가 뒤따른다.

## 나쉬드 알 아랍
나쉬드 알 아랍(Nashid al－'arab)에서는 4개의 아랍 운율이 노래되는데, 둘째와 셋째가 성악곡으로 연창(演唱)되는 동안에 첫째와 셋째는 자유로운 리듬으로 불린다.

## 나우바
나우바(nawba)는 가장 복합성을 띤 형식인데, 이것은 4악장의 모음곡이다. 제1악장(qawl)과 제4악장(furubasht)은 바시트(basit)를 닮도록 되어 있다. 제2악장(ghazal)은 페르시아의 독창곡이며, 제3악장(tarana)은 아랍이나 페르시아의 4행시(ruba'i)의 곡인데, 바시트로서 동일한 리드믹한 한계를 벗어나지 못한다. 같은 선율적이고 리듬적인 선법은 4악장 모두에 쓰일 수 있으며 각 악장은 악기의 도입으로 시작될 수 있다.

## 현대의 아랍음악
16-19세기의 대부분의 아랍 세계는 오스만 제국에 지배되었다. 이 때는 정치적 내지 문화적으로 쇠퇴기라고 할 수 있다. 궁정에 의존했던 예술 음악은 터키의 고전음악에 많은 영향을 입었지만 터키음악 역시 아랍과 페르시아의 전통에 힘입은 바 컸기 때문에 큰 변화를 초래하지는 않았다. 따라서 16세기까지의 선법과 리듬은 20세기 예술 음악에 적용할 수 있다. 현대의 마캄(maqam)은 중세의 그것보다는 다소 복잡해졌으나 구조 면에서는 근본적으로 같다고 할 수 있다. 특히 이집트에서 이라크에 이르는 지역의 극히 중요한 기악적 형식은 타크심(taqsim)과 바쉬라프(bashraf)이다.

## 타크심
타크심(taqsim)은 무소절의 즉흥곡. 보통 여기에는 독창이 자주 나타나지만, 일단의 악기 주자들은 마캄을 계속하도록 돌아가면서 연주한다. 선율악기가 내는 악구 반복 저음의 악구에 의해 리듬주기를 나타내는 가운데 하나의 변형인 타크심의 소절 형식도 보인다.

## 바시라프
바시라프(bashraf)는 주로 단절(單節)을 포함하는 간주곡에 의해 분리되는 같은 길이(khana)의 4악절로 구성되는 소절 형식인데, 간주곡은 앙상블로 연주되며 각 악절은 여러 독창자에 의존한다.

## 아랍음악의 주요 악기
역사적 관계로나 풍토의 근사성으로 보아 아랍 악기는 인도의 영향을 많이 받았다고 하겠다. 그러나 아랍 특유의 우드('ud), 라바브(rabab), 나카라(naqqara)를 중심으로 하는 악기편성은 인도 고유의 비나(v  na), 사랑기(s  rangi), 타블라 바야(tabla－bahya)를 위주로 하는 인도의 악기 편성과 엄격히 구별되어야 하며, 또한 과학적인 악기가 악리상(樂理上)으로도 나타나 있다는 점에서 동양에서는 그 유례가 없다고 하겠다.

### 우드
우드('ud)는 아랍 특유의 나우바(nawba)를 연주할 때 사용되는 발현악기(撥絃樂器)로서, 보통 5현 구조로 되어 있다. 최저현 이외는 모두 겹줄이며, G－A－d－g－e의 순열로 맞춘다. 그러나 현의 수효는 4현에서 6현까지 있으며, 조현법(調絃法)도 4도를 기본으로 한다. 최고·최저현에서는 여러 가지 음정이 되고, 그 종류가 많다. 연주할 때는 새의 날개깃으로 만돌린처럼 퉁긴다. 원래 페르시아에 기원을 둔 이 악기는 10세기 이후, 아랍 음악에서는 중요시되어 왔고, 고래의 이론서의 대부분이 이 악기를 기초로 음계이론을 고찰하고 있으며, 페르시아의 음악뿐만 아니라 12세기 이후의 남유럽(특히 에스파냐)이나 동유럽에서 여러 가지로 변형되어 사용되었다.

### 라바브
라바브(rabab)는 아랍의 찰현악기(擦絃樂器)로서 우드와 같이 아랍의 대표적인 악기. 이 악기는 아랍에서 페르시아와 터키로 전해졌으나, 거기서는 케만체라고 불리고, 그 형태도 많이 변하였다. 인도네시아나 타이에도 아랍의 라바브와 흡사한 형태의 악기가 전해졌고, 중국의 호궁(胡弓)이나 몽고의 마두금(馬頭琴) 등도 같은 계통의 악기이다.

### 카눈
카눈(qanun)은 아랍·터키의 고전음악에 사용되는 치터족(Zither族)의 발현악기이다. 엷은 상자 표면에 78개의 양장(羊腸) 또는 나일론 현을 매고 좌우 집게손가락에 끼운 골무로 연주한다. 아랍 음악사를 통해 가장 중요시되는 우드 다음가는 현악기로 치며, 현의 왼쪽에 달린 장치에 의해 미소한 음정의 조절이 가능하여 많은 마캄에 조현(組絃)하여 연주할 수 있다.

### 딴부르
딴부르(tanbr)는 서아시아 및 동유럽에서 사용되는 긴 넥(棹)을 가진 류트족(lute族)의 발현악기이다. 지방에 따라 형태나 주법에 얼마쯤의 차이가 있으며, 종류가 많은데 대부분 긴 넥에 17-26 정도의 플렛이 있고, 3-6개의 현을 나무껍질이나 새의 죽지, 뿔조각, 플라스틱 등의 골무(플렉트럼)로 퉁기는데, 주로 무도나 노래의 반주에 사용된다.

### 나카라
나카라(naqqara)는 음높이를 달리하는 2개조의 솥형 북이며, 이란 등 아랍 여러 나라에서 보게 된다. 대형의 것은 말 위에 달게 되며, 그것이 팀파니로 되었다.

### 다라부카
다라부카(darabuka)는 꽃병 형태의 나무 또는 흙으로 만들어진 통(胴)의 단피고(單皮鼓)로서, 왼쪽에 끼고 오른손으로 친다. 이것이 타이로 건너와서 톤이라든가 타프 등으로 불리고 있다.

### 타르
타르(tar)는 이집트, 시리아 등의 대형 단피고(單皮鼓)이거나 방울 없는 탬버린의 대형북이다. 그러나 타르는 북의 의미로서 널리 쓰이며 방울 달린 탬버린으로 불린다. 또 이란의 타르는 현악기의 이름으로도 되어 있다.

### 다프
다프(daff) 또는 데프(deff)는 히브리어로는 토프(tof)라고도 불려서 유래가 깊은 악기이다. 탬버린의 별칭이다.

### 나이
아랍에서는 피리를 흔히 나이(nay)  또는 네이(ney)라고도 부르며, 갈대피리도 사나이, 스루나이, 그리고 중국서는 소오나 등으로 불리며 동방으로 전파되어 왔다.

## 같이 보기
- 마울리드
- 아프리카의 음악
- 아시아의 음악
- 나쉬드
- 수피파

## 참고 문헌
- 이 문서에는 다음커뮤니케이션(현 카카오)에서 GFDL 또는 CC-SA 라이선스로 배포한 글로벌 세계대백과사전의 내용을 기초로 작성된 글이 포함되어 있습니다.